# Élections législatives de 1951 dans le Var
Les élections législatives françaises de 1951 se tiennent le 17 juin. Ce sont les deuxièmes élections législatives de la Quatrième République.

## Mode de scrutin
Représentation proportionnelle plurinominale suivant la méthode du plus fort reste dans 103 circonscriptions, conformément à la loi des apparentements : les listes qui se sont « apparentées » avant l'élection remportent tous les sièges de la circonscription si leurs voix ajoutées obtiennent la majorité absolue des suffrages exprimés. Il y a 629 sièges à pourvoir.
Le vote préférentiel est admis. 
Dans le département du Var, cinq députés sont à élire.

## Candidats

### Liste d'union républicaine, résistante et antifasciste présentée par le Parti communiste français
| N° | Candidats | Candidats       | Parti | Principales fonctions                                                                                                   |
| -- | --------- | --------------- | ----- | --- |
| 01 |           | Jean Bartolini  | PCF   | Député sortant, ouvrier de l'arsenal de Toulon                                                                          |
| 02 |           | Michel Zunino   | PCF   | Député sortant, conseiller général, maire de La Garde, viticulteur, ancien conseiller militaire des maquis de l'Ardèche |
| 03 |           | Noëlle Thomazo  | PCF   | Conseillère municipale de Toulon, ménagère                                                                              |
| 04 |           | Toussaint Merle | PCF   | Maire de La Seyne-sur-Mer, instituteur, ancien Conseiller de la République                                              |
| 05 |           | Albert Giraud   | PCF   | Maire d'Entrecasteaux, propriétaire exploitant                                                                          |

### Liste du Parti socialiste SFIO
| N° | Candidats | Candidats           | Parti | Principales fonctions                                                                         |
| -- | --------- | ------------------- | ----- | --------------------------------------------------------------------------------------------- |
| 01 |           | Franck Arnal        | SFIO  | Député sortant, pharmacien, Toulon                                                            |
| 02 |           | Jean Charlot        | SFIO  | Député sortant, mécanicien, ancien résistant, Saint-Raphaël                                   |
| 03 |           | Victorin Henry      | SFIO  | Cultivateur, conseiller général du canton de Saint-Maximin-la-Sainte-Baume, maire de Rougiers |
| 04 |           | Édouard Le Bellegou | SFIO  | Avocat, bâtonnier de l'Ordre à Toulon                                                         |
| 05 |           | Eugène Montagne     | SFIO  | Maire de Six-Fours, conseiller général du canton de La Seyne-sur-Mer                          |

### Liste du Rassemblement du peuple français
| N° | Candidats | Candidats      | Parti | Principales fonctions                                                                  |
| -- | --------- | -------------- | ----- | -------------------------------------------------------------------------------------- |
| 01 |           | Louis Puy      | RPF   | Docteur en médecine, maire de Toulon, conseiller général du canton de Toulon-2         |
| 02 |           | René Laurin    | RPF   | Médaille de la Résistance, conseiller de l'Union française                             |
| 03 |           | Alfred Decugis | RPF   | Pépiniériste, premier adjoint au maire d'Hyères, conseiller général du canton d'Hyères |
| 04 |           | Jean Dottori   | RPF   | Commerçant                                                                             |
| 05 |           | Jean Taddéi    | RPF   | Avocat au barreau de Toulon, conseiller municipal de La Seyne-sur-Mer                  |

### Liste du Mouvement républicain populaire
| N° | Candidats | Candidats         | Parti | Principales fonctions             |
| -- | --------- | ----------------- | ----- | --------------------------------- |
| 01 |           | Jean Labrosse     | MRP   | Imprimeur, député sortant, Toulon |
| 02 |           | Julien Jourdan    | MRP   | Cultivateur                       |
| 03 |           | Joséphine Arnéodo | MRP   | Cultivatrice                      |
| 04 |           | Jean Cavet        | MRP   | Industriel                        |
| 05 |           | Edmond Paglia     | MRP   | Brigadier aux Eaux et Forêts      |

### Liste du Centre national des indépendants et paysans
| N° | Candidats | Candidats          | Parti | Principales fonctions                                      |
| -- | --------- | ------------------ | ----- | ---------------------------------------------------------- |
| 01 |           | François de Leusse | PPUS  | Propriétaire exploitant, ancien lieutenant-colonel, Toulon |
| 02 |           | Alphonse Gombert   | CNIP  | Chef de service                                            |
| 03 |           | Louis Regimbaud    | CNIP  | Agriculteur                                                |
| 04 |           | Victor Bain        | CNIP  | Hôtelier, Comps-sur-Artuby                                 |
| 05 |           | Daniel Paquet      | CNIP  | Agent de maitrise                                          |

### Liste du Parti radical-socialiste - Rassemblement des gauches républicaines
| N° | Candidats | Candidats        | Parti   | Principales fonctions                                              |
| -- | --------- | ---------------- | ------- | ------------------------------------------------------------------ |
| 01 |           | Victor Peytral   | Radical | Ancien Ministre, ancien député des Hautes-Alpes                    |
| 02 |           | Jean-Marie Blanc | Radical | Commerçant                                                         |
| 03 |           | René Guisiano    | Radical | Défenseur conseil                                                  |
| 04 |           | Henri Samat      | RGR     | Viticulteur                                                        |
| 05 |           | Edmond Le Parco  | Radical | Colonel en retraite, ancien commandant de la subdivision de Toulon |

### Liste de l'Union des nationaux indépendants et républicains
| N° | Candidats | Candidats         | Parti | Principales fonctions |
| -- | --------- | ----------------- | ----- | --------------------- |
| 01 |           | Charles Tristani  | UNIR  | Médecin               |
| 02 |           | Justin Grimaud    | UNIR  | Exploitant agricole   |
| 03 |           | Paul Still        | UNIR  | Contre-amiral, Toulon |
| 04 |           | Jean Villevieille | UNIR  | Ingénieur             |
| 05 |           | Marie Reymonencq  | UNIR  | Commerçante           |

## Élus
| Député sortant | Parti | Parti | Député élu ou réélu | Parti | Parti |
| -------------- | ----- | ----- | ------------------- | ----- | ----- |
| Jean Bartolini |       | PCF   | Jean Bartolini      |       | PCF   |
| Michel Zunino  |       | PCF   | Michel Zunino       |       | PCF   |
| Franck Arnal   |       | SFIO  | Franck Arnal        |       | SFIO  |
| Jean Charlot   |       | SFIO  | Jean Charlot        |       | SFIO  |
| Jean Labrosse  |       | MRP   | Louis Puy           |       | RPF   |

## Résultats

### Résultats à l'échelle du département
- Les listes de la SFIO, du MRP, du CNIP et Rad-RGR se sont apparentées.
- Les voix cumulées de l'apparentement représentant moins de 50% des exprimés, les sièges sont répartis à la proportionnelle entre tous les partis.
- Le score de l'apparentement est considéré comme celui d'une liste pour la répartition générale, ensuite la répartition interne des sièges entre apparentées se fait également à la proportionnelle.

| Parti    | Parti                                                   | Tête de liste      | Résultats | Résultats | Sièges |  |
| Parti    | Parti                                                   | Tête de liste      | Voix      | %         |        |  |
| -------- | ------------------------------------------------------- | ------------------ | --------- | --------- | ------ |  |
|          | Parti communiste français                               | Jean Bartolini     | 59 394    | 36,46     | 2      |  |
|          | Section française de l'Internationale ouvrière *        | Jean Charlot       | 41 081    | 25,22     | 2      |  |
|          | Rassemblement du peuple français                        | Louis Puy          | 32 606    | 20,02     | 1      |  |
|          | Mouvement républicain populaire *                       | Jean Labrosse      | 11 376    | 11,02     | 0      |  |
|          | Centre national des indépendants et paysans *           | François de Leusse | 9 548     | 5,86      | 0      |  |
|          | Parti radical-Rassemblement des gauches républicaines * | Victor Peytral     | 5 852     | 3,59      | 0      |  |
|          | Union des nationaux indépendants et républicains        | Charles Tristani   | 2 127     | 1,31      | 0      |  |
|          |                                                         |                    |           |           |        |  |
| Inscrits | Inscrits                                                | Inscrits           | 218 459   | 100,00    | 5      |  |
| Votants  | Votants                                                 | Votants            | 166 718   | 76,32     |        |  |
| Exprimés | Exprimés                                                | Exprimés           | 162 895   | 97,71     |        |  |